# 성희엽
성희엽(成熙曄, 1963년 ~ )은 대한민국의 행정공무원이다.

## 경력
- 부산참여자치시민연대 기획실장
- 부산하천연구센터 창립멤버
- 2001 한국농림수산정보센터 경영기획팀장
- 2006 부산광역시청 대외협력보좌관
- 2007 제17대 대통령 선거 이명박후보중앙선거대책위원회 특보단 정책위원
- 2007.12~2008.02 제17대 대통령직인수위원회 국방분야 및 법무행정분야 실무위원
- 부산국제영화제 자문위원
- 2009 기획재정부 홍보전문관
- 동서대학교 일본지역연구과 초빙교수
- 노블노마드 사장
- 지엘시티건설㈜ 사장
- 2021.01~2021.03 국민의힘 박형준 4·7재보궐선거 부산광역시장 예비후보 ‘내게 힘이 되는 캠프’ 선거대책위원회 선대본부장
- 2021.03~2021.04 국민의힘 부산광역시당 4.7 부산시장 보궐선거 선거대책위원회 공보실장
- 2021.05 부산광역시 대외협력분야 정책고문
- 2022.03 부산지역대학연합기술지주 대표이사
- 2022.06 박형준시장 공약추진기획단 공동단장
- 2022.08 부산창업청 설립 추진단장
- 2022.09 부산광역시 공약자문평가단 창업금융도시 분과
- 2023.08~2025.07 부산광역시청 정책수석보좌관
- 2025.07~ 2대 부산광역시 미래혁신부시장